# HMS King George V (1940)
De King George V was het naamschip van de King George V klasse, een serie van vijf slagschepen, die medio jaren 1930 door de Royal Navy werden besteld. De schepen werden vlak voor en tijdens de Tweede Wereldoorlog in dienst gesteld.

## Levensloop
In dienst gesteld op 11 december 1940.
De King George V was in mei 1941 betrokken bij de jacht op en het tot zinken brengen van de Bismarck.
Bij het begeleiden van konvooi PQ-15 naar Moermansk, in mei 1942, kwam het slagschip in aanvaring met de torpedobootjager HMS Punjabi, waarbij de boeg van het slagschip beschadigd werd. De jager zonk, met een verlies aan 49 mensenlevens.
In 1943 nam de King George V deel aan de Landing op Sicilië, in de Middellandse Zee. Premier Winston Churchill reisde aan boord dit schip naar en van de Conferentie van Teheran.
Van 1944 tot aan de capitulatie van Japan deed het schip dienst in de Grote Oceaan en was het aanwezig bij de capitulatie in de baai van Tokyo op 2 september 1945.
Het schip werd in 1957 voor de sloop verkocht.

## Zusterschepen
De King George V werd nog gevolgd door Prince of Wales (1941), Duke of York (1941), Anson (1942) en Howe (1942).